# Helsińska Giełda Papierów Wartościowych

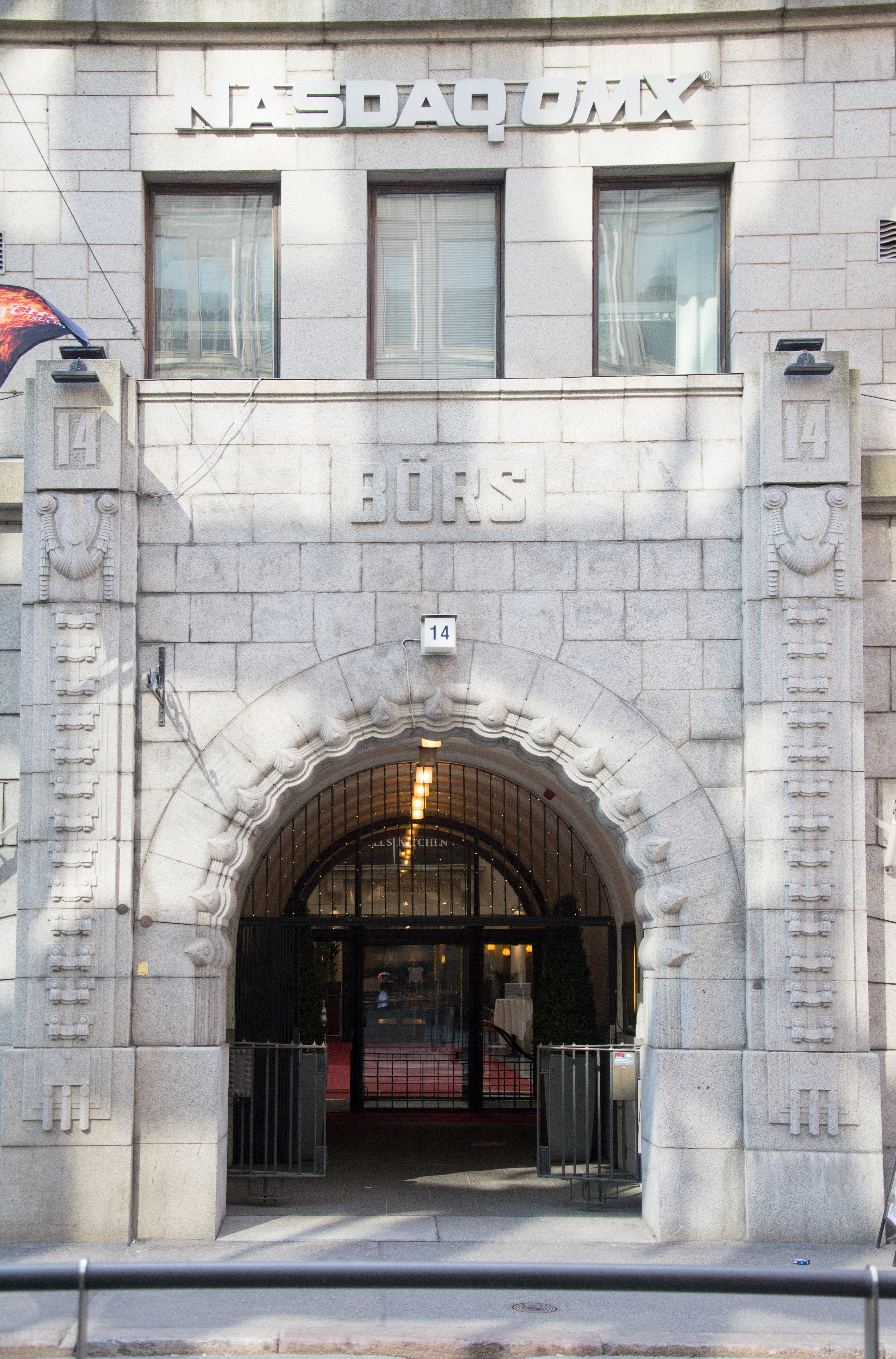
Helsińska Giełda Papierów Wartościowych

Helsińska Giełda Papierów Wartościowych (ang. Helsinki Stock Exchange – HSE) – giełda papierów wartościowych w Finlandii; zlokalizowana w stolicy kraju – Helsinkach. Założona w 1912 roku. Wchodzi w skład giełd OMX.

## Notowane spółki
| A – N - AffectoGenimap (AFE) - Ahlstrom (AHL) - Aldata Solution Plc (ALD) - Alma Media Plc (ALM) - Amanda Capital Plc (AMC) - Amer Sports Plc (AME) - Aspo Plc (ASU) - Aspocomp Group Plc (ACG) - Atlas Copco AB (ATC) - Atria Yhtymä Plc (ATR) - Basware Plc (BAS) - Beltton Group Plc (BEL) - Benefon Plc (BNF) - Biohit Plc (BIO) - Biotie Therapies Plc (BTH) - Birka Line Abp (BIR) - Capman Plc (CPM) - Cargotec Plc (CGC) - Cencorp Plc (CNC) - Citycon Plc (CTY) - Componenta Plc (CTH) - Comptel Plc (CTL) - Done Solutions Plc (DSO) - Efore Plc (EFO) - Elcoteq Network Plc (ELQ) - Elecster Plc (ELE) - Elektrobit Group Plc (EBG) - Elisa Plc (ELI) - eQ Group Plc (EQO) - Etteplan Plc (ETT) - Evia Plc (EVI) - DHL Supply Chain (EXL) - Finnair Plc (FIA) - Finnlines Plc (FLG) - Fiskars Plc Abp (FIS) - Fortum Plc (FUM) - F-Secure Plc (FSC) - HK Ruokatalo Plc (HKR) - Honkarakenne Plc (HON) - Huhtamäki Plc (HUH) - Ilkka-Yhtymä Plc (ILK) - Incap Plc (INC) - Interavanti Plc (INT) - Ixonos Plc (XNS) - Jaakko Pöyry Group Plc (JPG) - Julius Tallberg-Kiinteistöt Plc (JTK) - Kasola Plc (KAS) - KCI Konecranes Plc (KCI) - Kekkilä Plc (KEK) - Kemira Plc (KRA) - Kemira GrowHow Plc (KGH) - Keskisuomalainen Plc (KSL) - Kesko Plc (KES) - Kesla Plc (KEL) - Kone Corporation Plc (KNE) - Kylpyläkasino Plc (KYP) - Kyro Plc Abp (KRO) - Larox Plc (LAR) - Lassila & Tikanoja Plc (LAT) - Lemminkäinen Plc (LEM) - Lännen Tehtaat Plc (LTE) - Marimekko Plc (MMO) - Martela Plc (MAR) - Metso Plc (MEO) - M-real Plc (MRL) - Neomarkka Plc (NEM) - Neste Plc (NES) - Nokia Plc (NOK) - Nokian Renkaat Plc (NOR) - Nordea AB (NDA) - Nordic Aluminium Plc (NOA) - Norvestia Plc (NVA) | O – Å - Okmetic Plc (OKM) - OKO Osuuspankkien Keskuspankki Plc (OKO) - Olvi Plc (OLV) - OMX AB (OMH) - Oral Hammaslääkärit (ORA) - Oriola KD (OKD) - Orion Group Plc (ORN) - Outokumpu Plc (OUT) - Outotec (OTE) - Panostaja Plc (PAN) - Perlos Plc (POS) - PKC Group Plc (PKC) - Pohjois-Karjalan Kirjapaino Plc (PKK) - Ponsse Plc (PON) - Proha Plc (ART) - Puuharyhmä Plc (PHR) - QPR Software Plc (QPR) - Raisio Group Plc (RAI) - Rakentajain Konevuokraamo Plc (RAK) - Ramirent Plc (RMR) - Rapala VMC Plc (RAP) - Rautaruukki Plc (RTR) - Raute Plc (RUT) - Rocla Plc (ROC) - Ruukki Group Plc (RUG) - Salcomp (SAL) - Sampo Plc (SAM) - Sandvik AB (SDK) - SanomaWSOY Plc (SWS) - Satama Interactive Plc (SAT) - Scanfil Plc (SCF) - Securitas AB (SEC) - Sentera Plc (SNR) - Skandia Försäkringsab (SDI) - Skandinaviska Enskilda Banken AB (SEB) - Solteq Plc (SOL) - Soprano Plc (SNO) - Sponda Plc (SDA) - SSH Communications Security Plc (SSH) - SSK Suomen Säästäjien Kiinteistöt Plc (SSK) - Stockmann Plc Abp (STO) - Stonesoft Plc (SFT) - Stora Enso Plc (STE) - Stromsdal Plc (STM) - Suomen Helasto Plc (SHE) - Suominen Yhtymä Plc (SUY) - Svenska Handelsbanken AB (HBA) - SysOpen Digia Plc (SYS) - Talentum Plc (TTM) - Tamfelt Plc Abp (TAF) - Technopolis Plc (TPS) - Tecnomen Plc (TEM) - Tekla Plc (TLA) - Telefonaktiebolaget LM Ericsson (ERI) - Teleste Plc (TEL) - TeliaSonera AB (TLS) - Tieto Plc (TIE) - Tiimari Plc (TII) - TJ Group Plc (TJT) - Tulikivi Plc (TUL) - Turkistuottajat Plc (TUR) - Turvatiimi Plc (TUT) - UPM-Kymmene Plc (UPM) - Uponor Plc (UNR) - Vaahto Group Plc (WAT) - Vacon Plc (VAC) - Vaisala Plc (VAI) - Viking Line Abp (VIK) - Wärtsilä Plc Abp (WRT) - YIT-Yhtymä Plc (YTY) - Yleiselektroniikka Plc (YLE) - Ålandsbanken Abp (ALB) |